# Rancho la Cabaña
Rancho la Cabaña är en ort i Mexiko. Den ligger i kommunen Chicoloapan i Mexiko, i den centrala av landet, 24 km öster om huvudstaden Mexico City. Rancho la Cabaña hade 679 invånare vid folkmätningen 2010. Orten tillhör Mexico Citys storstadsområde.